# گواردیا لومباردی
گواردیا لومباردی (به ایتالیایی: Guardia Lombardi) یک کومونه در ایتالیا است که در استان آولینو واقع شده‌است.

## خصوصیات
گواردیا لومباردی ۳۳٫۴ کیلومترمربع مساحت و ۲٬۱۹۰ نفر جمعیت دارد و ۹۹۸ متر بالاتر از سطح دریا واقع شده‌است.